# Exercice comptable
L'exercice comptable, exercice financier, année fiscale ou encore exercice fiscal est une période délimitée au cours de laquelle une entreprise enregistre tous les faits économiques qui concourent à l'élaboration de sa comptabilité.

## Enjeux de l'exercice comptable
L'établissement d'un exercice comptable légal permet d'harmoniser les représentations de la valeur des organisations et de leurs performances. 

## Caractéristique de l'exercice comptable
L'exercice comptable se clôt par la production des états comptables (en France bilan, compte de résultat et annexe).
La durée d'un exercice est généralement de douze mois (le plus souvent du premier janvier au 31 décembre de chaque année, bien que cela ne soit pas une obligation) pour les titulaires de bénéfices industriels et commerciaux ainsi que les professions libérales, excepté le premier exercice qui peut avoir une durée plus courte ou plus longue, dans la limite de deux ans.
Il est possible de modifier la durée d'un exercice au cours de la vie de la société, sur décision des associés ou actionnaires. Un exercice peut alors passer d'une durée de 12 mois à 15 mois, par exemple afin de faciliter une consolidation. Le principe fiscal reste d'établir une déclaration de résultat par année civile.
Les états comptables sont transmis à la comptabilité publique, qui consolide de la sorte les indicateurs macroéconomiques (Produit intérieur brut, Produit national brut, etc.).
Dans l'Union européenne, une entreprise donnée appartient à un secteur institutionnel de la comptabilité nationale (normalisés au niveau européen), en fonction de son secteur d'activité. Dans un même groupe, on peut trouver des entreprises appartenant à des secteurs institutionnels différents[réf. nécessaire].